# Benjamin Bradley (Pornodarsteller)
Benjamin Bradley (* 27. Februar 1982; eigentlich Benjamin Lemke) ist ein US-amerikanischer Pornodarsteller in schwulen pornografischen Filmen.

## Leben
Benjamin Bradley wurde im Nordwesten des Bundesstaates Washington in der Nähe von Seattle geboren und wuchs dort auf. Anfang 2005 begann er mit pornografischem Modeln, nachdem sein Freund Roman Heart ihn gebeten hatte, mit ihm eine Szene für den Film Driver zu drehen. Er studierte an der Western Washington University Grafikdesign. Mit seinem Ex-Freund Roman Heart wurde er in der Szene bekannt.
Er ist unter Exklusivvertrag bei Channel 1 Releasing. 2006 wurde Bradley Sprecher der Unterwäschemarke Ginch Gonch. In dieser Position tourte er auch durch die USA und Kanada zu unterschiedlichsten Gay-Pride-Events und gab er Autogrammaktionen in schwulen Nachtclubs.
Benjamin Bradley lebt in Bellingham (Washington) und konzentriert sich mittlerweile beruflich auf seine Grafikdesignfirma Vizual Junkie.

## Auszeichnungen und Nominierungen
Auszeichnungen
- 2010: Grabby Awards für:[5]
  - Best Rimming Scene in Tread Heavy (mit Jeremy Bilding)
  - Best Pornstar Website RomanAndBenjamin.com (mit Roman Heart)

Nominierungen
- 2005: GayVN Awards Nominierung als Best Newcomer[6]
- 2007: Grabby Awards Nominierung für[7]
  - Best Duo Sex Scene in Bootboy (Rascal Video) mit Matt Cole
  - Best Duo Sex Scene in Delinquents (All Worlds Video) mit Johnny Hazzard
  - Best Cock
  - Best Performer
- 2007: GayVNAwards-Nominierung als[8]
  - Performer of the Year
  - Best Duo Sex Scene in Delinquents (All Worlds Video) mit Johnny Hazzard
- 2010: GayVN-Awards-Nominierung für Best Duo Sex Scene in Thread Heavy (mit Nelson Troy)[9]
- 2011: XBiz Awards Nominierung als Gay Performer of the Year[10]
- 2011: Grabby Awards Nominierung für:
  - Best Duo Sex Scene in Bootboy (Rascal Video, mit Matt Cole)
  - Best Versatile Performer[11]
  - Hottest Ass Eating in Lotus (mit Brian Hanson)[12]